# X SS-Armeekorps
Il X SS-Armeekorps (in tedesco: "Generalkommando X. SS-Armeekorps" o "Gruppe Krappe") fu un'unità militare formata nel gennaio del 1945 in Pomerania. 

Nel marzo 1945, il  X SS-Armeekorps (e il Korpsgruppe Tettau) venne circondato da elementi della 1ª Armata corazzata della Guardia, 3ª Armata, entrambi sovietici, e dalla 1ª Armata polacca
in un'area approssimativa a 20 km a nord di Dramburg.

Le due armate sovietiche attaccarono la sacca da ovest e da nord ovest, mentre la 1ª Armata polacca attaccò da sud, est e nord est. L'8 marzo 1945 i sovietici annunciarono la cattura del Generale Krappe e di 8.000 uomini del X. SS-Armeekorps.

## Comandanti
| Grado                | Nome                        |
| SS-Obergruppenführer | Erich von dem Bach-Zelewski |
| SS-Gruppenführer     | Günther Krappe              |
| SS-Standartenführer  | Herbert Goltz               |

## Ordine di battaglia
| Nome unità                        |
| 5. Jäger-Division                 |
| 163. Infanterie-Division          |
| 1. Gneisenau rgt                  |
| Sturmgeschutz kp. Reichsfuhrer SS |
| SS-Jagd Abteilung 503             |
| Gruppe Voigt                      |
| Division Stab 402                 |
| Gruppe Lehmann                    |
| Festung Schneidemühl, (oggi Piła) |
| Stabs- und Korpstruppen nr. 110   |